# Fridolin Marinus Knobel
Fridolin Marinus Knobel (Amsterdam, 31 mei 1857 – Berlijn, 16 oktober 1933) was een Nederlands liberaal diplomaat en politicus.

## Levensloop
Geboren als zoon van een Amsterdamse banketbakker koos hij een andere richting dan zijn vader. Na het afronden van de HBS ging hij werken op de sigarenfabriek van zijn oom B.C.D. Hanegraaf te Amsterdam. Vervolgens werd hij tabakshandelaar op de beurs. 
In 1879 behaalde hij zijn examen als leerling-consul en na enige tijd werkzaam geweest te zijn als leerling-consul op het Haagse departement en van 1882-1883 te Berlijn, werd hij in 1883 benoemd tot vice-consul te Sint-Petersburg.
In 1889 werd Knobel als consul-generaal van het Koninkrijk der Nederlanden in Iran aangesteld met als persoonlijke titel van zaakgelastigde en met als opdracht het promoten van de Nederlandse handelsbelangen. In Teheran ontmoette hij de Française Marie Nicolas kennen, een dochter van een Franse tolk aan het Perzische hof, met wie hij in 1891 trouwde (gescheiden 1903). Hij bleef in Teheran tot 1895.

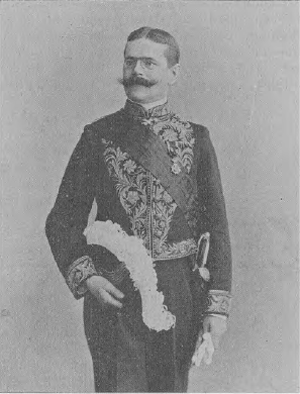
Fridolin Marinus Knobel, 1903

Knobel was een korte termijn consul-generaal in Beijing en raakte op 14 augustus 1900 bij de Bokseropstand gewond door een pistoolschot. Later ondertekende hij namens Nederland het Bokserprotocol. 
In 1902 werd hij opnieuw te Teheran benoemd, deze keer niet alleen als consul-generaal, maar ook als minister-resident. In 1903 kreeg hij van de Perzisch koning Mozaffer ed-Din Sjah Kadjar een mooie schimmel cadeau. Er is van Knobel een bijzondere foto gepubliceerd waarin hij op het paard zit en naast het paard staat, in kozakkenuniform, de consulaatsbediende Reza, die in 1925 na een staatsgreep koning Reza Pahlavi zou worden. Knobel was in die tijd zeer reislustig en schreef daarover verslagen.
In 1904 werd Knobel naar Nederland teruggeroepen en in 1905 kreeg hij een benoeming als consul-generaal en minister-resident te Pretoria. Daar bleef hij tot 1913 toen hij - uit ergernis aan bezuinigingen in het ministerie en vooral omdat hij maar geen promotie kreeg - ontslag nam en de politiek in ging. Hij wist bij de verkiezingen voor de Tweede Kamer van 1913 in het kiesdistrict Zwolle voldoende stemmen te krijgen om namens de Bond van Vrije Liberalen als lid van de Tweede Kamer zitting te nemen. Zijn verkiezing als afgevaardigde voor het district Zwolle was verrassend; dat district had sinds 1879 alleen antirevolutionaire en christelijk-historische vertegenwoordigers gehad. In de Kamer hield hij zich vooral met buitenlandse zaken bezig. 
In 1917 werd hij herkozen, maar in 1918 verloor hij zijn zetel. Als handelaar vertrok hij naar Singapore en Nederlands-Indië. 
In 1923 werd hij consul te Leipzig en in 1928 consul-generaal in dezelfde plaats. In 1933 volgde hij namens de Nederlandse regering het proces tegen Marinus van der Lubbe. Het vonnis heeft Knobel niet horen uitspreken, want hij overleed op 16 oktober 1933 in Berlijn aan een hartaanval.
- Biografisch Portaal: 33115709
- Digitale Bibliotheek voor de Nederlandse Letteren: knob003
- Gemeinsame Normdatei: 1136110747
- International Standard Name Identifier: 0000 0000 2370 6736
- Library of Congress Control Number: n83070514
- Nederlandse Thesaurus van Auteursnamen: 074079824
- Parlement.com: vg09ll2atbtd
- Virtual International Authority File: 283966241
- WorldCat: E39PBJcKHHbPhkWdqvDY7G3xXd